# Base aérienne d'Oukraïnka
La base aérienne d'Oukraïnka (également connue sous le nom de base d'Ookraïnka ou de Serichevo) est l'une des plus importantes bases stratégiques de l'aviation à long rayon d'action des forces aériennes russes. Elle est située dans l'oblast de l'Amour en Extrême-Orient russe, à 28 km au nord de Belogorsk et à 8 km au nord de Serychevo. 

## Historique
La base abrite une importante flotte de bombardiers pouvant embarquer des armes nucléaires, composée d'imposants tarmacs et près de 40 aires de stationnement.
Le 79e régiment d'aviation de bombardement lourd et le 182e régiment d'aviation de bombardement lourd de la Garde (tous deux faisant partie de la 326e division d'aviation de bombardement lourd), opèrent depuis Oukraïnka.  
En 1955, Oukraïnka est l'une des six bases soviétiques pouvant accueillir le bombardier M-4. Le Tu-22 opère à partir de celle-ci dans les années 1960 et 1970, et dans les années 1980, sa flotte se compose d'un grand nombre de Tu-95K22 et d'un plus petit nombre de Tu-95K. En 1994, toutes les premières variantes du Tu-95 sont remplacées par le Tu-95MS. En 1998, elle dispose de 16 Tu-95MS16 et 27 Tu-95MS6, selon les documents du traité Start I.
Dans les années 1990, les unités stationnées à Oukraïnka comprennent :
- 73e régiment d'aviation de bombardement lourd équipé de 42 bombardiers Tu-95 au milieu des années 1990, dont beaucoup proviennent de Dolon (en).
- 40e régiment d'aviation de bombardement lourd de la Garde équipé du bombardier M-4 à partir de 1957, et des Tu-95, Tu-134 et An-26 dans les années 1980 et 1990.

Les bombardiers Tu-95 qui composent les 1023e et 1226e régiments d'aviation de bombardement lourd à Dolon dans la RSS kazakhe sont retirés en Ukraine après la dissolution de l'URSS en 1992.
En 2007, les unités stationnées à la base comprennent:
- Quartier général de la 326e division d'aviation de bombardement lourd, arrivé de Soltsy-2 dans le district militaire de Léningrad en 1998, et probablement dissous en 2009-2010[4]. Sous le contrôle de la 37e armée aérienne à partir d'octobre 1994. La division demeure un élément central à Oukraïnka en 2020 avec un régiment (équipé du Tu-22M) également déployé sur la base aérienne de Belaïa.
- 79e régiment d'aviation de bombardement lourd de la Garde équipé du bombardier M-4 à partir de 1957 et du Tu-95 tout au long des années 1980 et 1990.
- 182e régiment d'aviation de bombardement lourd équipé de Tu-95MS en 2006.

Les deux autres régiments répertoriés sous le contrôle de la 326e division (selon Air Forces Monthly (en) en 2007) sont le 200e régiment aérien de bombardement lourd à Belaïa, près d'Irkoutsk, et le 444e régiment aérien de bombardiers lourds à Vozdvijenka, près d'Oussouriïsk.
En 2009, d'importantes réductions de budget touchent l'armée de l'air. Les unités de bombardiers stratégiques sont réduites à trois, la base devenant le siège de la 6952e base aérienne (warfare.ru rapporte qu'il s'agit de l'ancien 79e régiment d'aviation de bombardement lourd).